# Charles Tomlinson
Alfred Charles Tomlinson, né le 8 janvier 1927 à Stoke-on-Trent dans le Staffordshire (Royaume-Uni), mort le 22 août 2015 à Gloucester, dans le comté de Gloucestershire (Royaume-Uni) est un poète, critique d'art, essayiste, traducteur, directeur de publication et professeur d'université britannique. Son œuvre et son parcours font de lui un auteur aussi bien américain que britannique, il fut élu membre de la Royal Society of Literature  en 1974 puis de l'American Academy of Arts and Sciences in 1998.

## Biographie
Charles Tomlinson né dans une famille de la classe ouvrière, il est le fils d'Alfred Tomlinson et de May Lucas.
Après ses études secondaires à la Longton High School (en), il entre au Queens' College de l'université de Cambridge. Pendant ses études il rencontre des Allemands qui ont fui le nazisme, c'est ainsi, que Gerhardt Kuttner, un de ses professeurs, lui fait découvrir des auteurs comme Schiller, Heine, Kleist, Büchner, Rilke, Nietzsche et d'autres. Il se passionne également pour la stylistique du poète controversé Ezra Pound et dans la foulée des poètes nord-américains tels  William Carlos Williams, Louis Zukofsky, Marianne Moore, George Oppen, etc.
Un autre de ses professeurs, l'écossais Cecil Scrimgeour, lui fait découvrir des auteurs français : Hugo, Baudelaire, Gautier et Verlaine.
Son ouverture l’amène aussi à traduire des auteurs sud américains et italiens : César Vallejo, Attilio Bertolucci, Antonio Machado, et Octavio Paz et Dante dont sa traduction de l'Enfer a fait date dans le monde anglophone.
Lors de sa dernière année à Cambridge, il rencontre Donald Davie (en),, qui sera son ami pendant cinquante ans, ami qui l'encourage à écrire, malgré le carcan académique enseigné à Cambridge.
Une fois diplômé, en 1948, il épouse Brenda Raybould, qui deviendra son assistante littéraire.
Pendant trois ans, il est professeur d'école primaire à Camden Town, En 1951, il part en Italie avec Brenda, il travaille alors comme secrétaire du critique d'art et biographe Percy Lubbock[réf. souhaitée].
De retour d’Italie en 1957, il est engagé comme maître assistant (Lecteur) à l'université Royal Holloway de Londres. De là, il entre comme professeur titulaire de chaire en 1982 à l'Université de Bristol, il y restera jusqu'en 1992.
Il donne de nombreuses conférences aux États-Unis afin de créer des ponts entre les diverses poésies du monde. Lors de ces séjours aux États-Unis il rencontre de multiples auteurs américains.

## Œuvres

### Recueils de poèmes
- Relations and Contraries, Aldington, comté de Kent, Royaume-Uni, Hand and Flower Press, 1951, 29 p. (OCLC 1273694),
- Seeing Is Believing, Londres, McDowell, Obolensky (réimpr. 1960, 1967) (1re éd. 1958), 92 p. (ISBN 9780839210979, lire en ligne),
- American Scenes and other poems, Londres, Oxford University Press, 1966, 80 p. (OCLC 492536644, lire en ligne),
- The Necklace, Londres, Oxford University Press (réimpr. 1966) (1re éd. 1955), 16 p. (OCLC 2168772),
- A Peopled Landscape, Londres, Oxford University Press (réimpr. 1969) (1re éd. 1963), 70 p. (OCLC 1150925584, lire en ligne),
- The Way of a World, Londres, Oxford University Press, 1969, 80 p. (ISBN 9780192112859, OCLC 1151664747, lire en ligne)
- Written on Water, Londres, Oxford University Press, 1972, 68 p. (ISBN 9780192118202, lire en ligne),
- The Way In: And Other Poems, Londres, Oxford University Press, 1974, 46 p. (ISBN 9780192118424, OCLC 49179160),
- Selected Poems 1951-1974, Oxford, Royaume-Uni, Oxford University Press (réimpr. 1985) (1re éd. 1978), 149 p. (ISBN 9780192118837, OCLC 3540865),
- The Shaft, Oxford, Royaume-Uni & New York, Oxford University Press, 1978, 68 p. (ISBN 9780192118813, OCLC 558006290, lire en ligne),
- (en + es) Octavio Paz et Charles Tomlinson, Airborn/Hijos Del Aire, Londres, Anvil Press Poetry, 30 avril 1981, 36 p. (ISBN 9780856460722, OCLC 572461537, lire en ligne),
- The Flood, Oxford, Royaume-Uni, New York, États-Unis, Oxford University Press, 6 août 181, 68 p. (ISBN 9780192119445, OCLC 925188116, lire en ligne),
- Notes from New York and Other Poems, New York, Oxford University Press, 1er décembre 1984, 64 p. (ISBN 9780192119599, OCLC 492536694)
- Collected Poems, Oxford, Royaume-Uni & New York, États-Unis, Oxford University Press (réimpr. 1986) (1re éd. 1985), 382 p. (ISBN 9780192119742, OCLC 243504748, lire en ligne),
- The Return, Oxford, Royaume-Uni, Oxford University Press, 17 décembre 1987, 68 p. (ISBN 9780192820792, OCLC 568758128, lire en ligne),
- Annunciations, Oxford, Royaume-Uni & New York, États-Unis, Oxford University Press, 1989, 68 p. (ISBN 9780192826800, OCLC 1330339417, lire en ligne)
- The Door in the Wall, Oxford, Royaume-Uni, Oxford University Press, 1992, 62 p. (ISBN 9780192829399, OCLC 492750066),
- Jubilation, Oxford, Royaume-Uni, Oxford University Press, 4 mai 1995, 68 p. (ISBN 9780192824516, OCLC 30914288, lire en ligne),
- Selected Poems, 1955-1997, New York, New Directions, novembre 1997, 244 p. (ISBN 9780811213691, OCLC 1285756580, lire en ligne),
- The Vineyard above the Sea, Manchester,  Royaume-Uni, Carcanet Press, Ltd., novembre 1999, 68 p. (ISBN 9781903039014, OCLC 607381429, lire en ligne),
- Skywriting : And Other Poems, Chicago, Illinois, Ivan R. Dee, 2003, 102 p. (ISBN 9781566635417, OCLC 1200543081, lire en ligne),
- New Collected Poems, Manchester, Royaume-Uni, Carcanet Press, 2009, 740 p. (ISBN 9781903039946, OCLC 690792021),

### Œuvres graphiques
- In black & white: The graphics of Charles Tomlinson, éd. Carcanet New Press, 1976,

### Essais et critiques
- Some Americans : A Personal Record, Berkeley, Los Angeles, Californie, University of California Press, 1981, 152 p. (ISBN 9780520040373, lire en ligne),
- Poetry and Metamorphosis, Cambridge, Royaume-Uni, Cambridge University Press, 1983, 118 p. (ISBN 9780521248488, OCLC 1036772105, lire en ligne),
- The Sense Of The Past: Three Twentieth Century British Poets: Delivered On 21 October, 1982, éd. Liverpool University Press, 1983,
- American Essays, éd. Carcanet Press Ltd, 2001,

### Traductions
- Fyodor Tyutchev, Versions, éd. Oxford University Press, 1960,
- Dante, A Vision of Hell: The Inferno of Dante, éd. Kessinger Publishing, 1977,
- Translations, Oxford, Royaume-Uni & New York, USA, Oxford University Press (réimpr. 1989) (1re éd. 1983), 120 p. (ISBN 9780192119582, OCLC 644524766, lire en ligne),
- The Collected Poems of Octavio Paz: 1957-1987 (Bilingual Edition), éd. New Directions, 1987,

### Directeur de publication
- Charles Tomlinson (dir.), Marianne Moore : A collection of critical essays, Englewood Cliffs, New Jersey, Prentice-Hall (réimpr. 1974) (1re éd. 1969), 200 p. (ISBN 9780135560433, OCLC 569989949, lire en ligne),
- Charles Tomlinson (dir.), William Carlos Williams : a critical anthology;, Harmondsworth, Royaume-Uni, Penguin, 1972, 419 p. (ISBN 9780140802689, OCLC 648841),
- The Oxford Book of Verse in English Translation, Oxford University Press, États-Unis, 1983,
- William Carlos Williams, Selected Poems, éd. New Directions, 1985,
- Cracks in the Universe (Oxford Poets (Manchester, England)), éd. Carcanet Press Ltd, 2007,
- Poems and Other Literary Remains of the Late Rowland Lyttelton Archer Davies, of Tasmania: Edited, with a Biographical Sketch (Classic Reprint), éd. Forgotten Books, 2015,

## Prix et distinctions
- 1961 : lauréat du prix de l'Union League and Civic and Arts Poetry[8]
- 1968 : lauréat du Frank O'Hara Prize[9],
- 1974 : élu membre de la Royal Society of Literature[10],[11]
- 1979 : lauréat du Cholmondeley Award,
- 1993 : lauréat du Bennett Award,
- 1998 : élu membre de l'American Academy of Arts and Sciences,
- 2001 : lauréat du prix de Italian Premio Internationale Flaiano per la Poesia,
- 2001: élévation au grade de commandeur de l'Ordre de l'Empire britannique[10],
- 2003 : lauréat du prix de poésie du New Criterion pour Skywriting,
- 2004 : lauréat de l'Attilio Bertolucci Poetry Award[12],

## Pour approfondir

#### Notices dans des encyclopédies et manuels de références
- (en-GB) Peter R. King, Nine Contemporary Poets : A Critical Introduction, Londres & New York, Methuen (réimpr. 2021) (1re éd. 1979), 280 p. (ISBN 9780416718508, lire en ligne), p. 44-76,
- (en-US) A. Kingsley Weatherhead, British Dissonance : Essays on Ten Contemporary Poets, Columbia, Missouri, University of Missouri Press, 1983, 246 p. (ISBN 9780826203915, lire en ligne), p. 10-28,
- (en-US) Ian Hamilton, The Oxford Companion to Twentieth-century Poetry in English, San José, Californie, Oxford University Press, USA (réimpr. 1996, 2000) (1re éd. 1994), 602 p. (ISBN 9780198661474, lire en ligne), p. 545-546,
- (en-US) Thomas Riggs (dir.), Contemporary Poets, Detroit, Michigan, St. James Press (réimpr. 2000, 2001, 2003) (1re éd. 1995), 1453 p. (ISBN 9781558623491, lire en ligne), p. 1200-1203,

#### Essais et biographies
- (en-US) Kathleen O'Gorman (dir.), Charles Tomlinson : Man and Artist, Columbia, Missouri, University of Missouri Press, 1988, 270 p. (ISBN 9780826206565, lire en ligne),
- (en-GB) Brian John, The World as Event : The Poetry of Charles Tomlinson, Montreal, Londres, McGill-Queen's University Press, 1er septembre 1989, 136 p. (ISBN 9780773507203, lire en ligne),
- (en-US) Richard Swigg, Charles Tomlinson and the Objective Tradition, Lewisburg, Pennsylvanie, Bucknell University Press, 1994, 280 p. (ISBN 9780838752494, lire en ligne),
- (en-GB) Michael Kirkham, Passionate Intellect : The Poetry of Charles Tomlinson, Liverpool, Angleterre, Liverpool University Press, coll. « Liverpool English Texts and Studies, volume 31 », 1999, 360 p. (ISBN 9780853235538, lire en ligne),
- (en-US) Barry Magid (dir.) et Hugh Witemeyer (dir.), William Carlos Williams and Charles Tomlinson : A Transatlantic Connection, New York, Peter Lang Inc., 1er avril 1999, 196 p. (ISBN 9780820439778, lire en ligne),

#### Articles
- (en-US) Calvin Bedient, « On Charles Tomlinson », The Iowa Review, vol. 1, no 2,‎ printemps 1970, p. 83-100 (18 pages) (lire en ligne ),
- (en-US) Monroe K. Spears, « Shapes and Surfaces: David Jones, with a Glance at Charles Tomlinson », Contemporary Literature, vol. 2, no 4,‎ automne 1971, p. 402-419 (18 pages) (lire en ligne ),
- (en-US) Jed Rasula & Mike Erwin, « An Interview with Charles Tomlinson », Contemporary Literature, vol. 16, no 4,‎ automne 1975, p. 405-416 (12 pages) (lire en ligne ),
- (en-US) A. K. Weatherhead, « Charles Tomlinson: With Respect to Flux », The Iowa Review, vol. 7, no 4,‎ 1976, p. 120-134 (15 pages) (lire en ligne ),
- (en-US) Ruth A. Grogan, « Charles Tomlinson: The Way of His World », Contemporary Literature, vol. 19, no 4,‎ automne 1978, p. 472-496 (25 pages) (lire en ligne ),
- (en-US) Merle Brown, « Intuition and Perception in the Poetry of Charles Tomlinson », The Journal of Aesthetics and Art Criticism, vol. 37, no 3,‎ printemps 1979, p. 277-293 (17 pages) (lire en ligne ),
- (en-US) Michael Hennessy, « Perception and Self in Charles Tomlinson's Early Poetry », Rocky Mountain Review of Language and Literature, vol. 36, no 2,‎ 1982, p. 95-102 (8 pages) (lire en ligne ),
- (en-US) J. Keith Hardie, « Charles Tomlinson and the Language of Silence », boundary 2, vol. 15, nos 1 / 2,‎ hiver 1987, p. 211-234 (24 pages) (lire en ligne ),
- (en-US) Bruce Meyer, « A Human Balance: An Interview with Charles Tomlinson », The Hudson Review, vol. 43, no 3,‎ automne 1990, p. 437-448 (12 pages) (lire en ligne ),
- (en) Eckhard Auberlen, « The Theme of Death in the Poetry of Philip Larkin and Charles Tomlinson », AAA: Arbeiten aus Anglistik und Amerikanistik, vol. 16, no 2,‎ 1991, p. 175-203 (29 pages) (lire en ligne ),
- (en-US) Ruth A. Grogan, « The Fall into History: Charles Tomlinson and Octavio Paz », Comparative Literature, vol. 44, no 2,‎ printemps 1992, p. 144-160 (17 pages) (lire en ligne ),
- (en-US) Judith P. Saunders, « "The Scream": Charles Tomlinson and Edvard Munch », Interdisciplinary Literary Studies, vol. 1, no 1,‎ 1999, p. 53-59 (7 pages) (lire en ligne ),
- (en-US) Gareth Reeves, « A Modernist Dialectic: Stevens and Williams in the Poetry of Charles Tomlinson », The Wallace Stevens Journal, vol. 30, no 1,‎ printemps 2006, p. 57-85 (29 pages) (lire en ligne ),
- (en-US) Judith P. Saunders, « The Influence of William Carlos Williams on Charles Tomlinson's Cityscapes », William Carlos Williams Review, vol. 29, no 1,‎ printemps 2009, p. 55-65 (11 pages) (lire en ligne ),
- (en-GB) Michael Schmidt, « Charles Tomlinson obituary : Poet and translator who bridged the cultural gap between old and new worlds », The Guardian,‎ 27 août 2015 (lire en ligne),
- (en-GB) « Charles Tomlinson, poet - obituary : Poet, translator and scholar whose Englishness was enriched by international perspectives », The Telegraph,‎ 18 septembre 2015 (lire en ligne). ,

#### Sitographie
- (en-US) Willard Spiegelman, « Charles Tomlinson », The Paris Review, no 149 « The Art of Poetry »,‎ hiver 1998 (lire en ligne),
- (en-US) « Charles Tomlinson », sur Poetry Foundation, 2015. ,
- (fr) Michèle Duclos, « Charles Tomlinson dans une perspective européenne », sur La Revue des Ressources, 17 décembre 2018. ,
- (en-US) « Charles Tomlinson : British poet and translator » , sur Britannica, 18 août 2023. ,
- (en-US) Barry Goldensohn, « Tomlinson, (Alfred) Charles », sur Encyclopedia.com, 18 septembre 2023. ,

#### Documents audios et audiovisuels
- Sur le site PennSound de l'Université de Pennsylvanie